# Estadística GEH

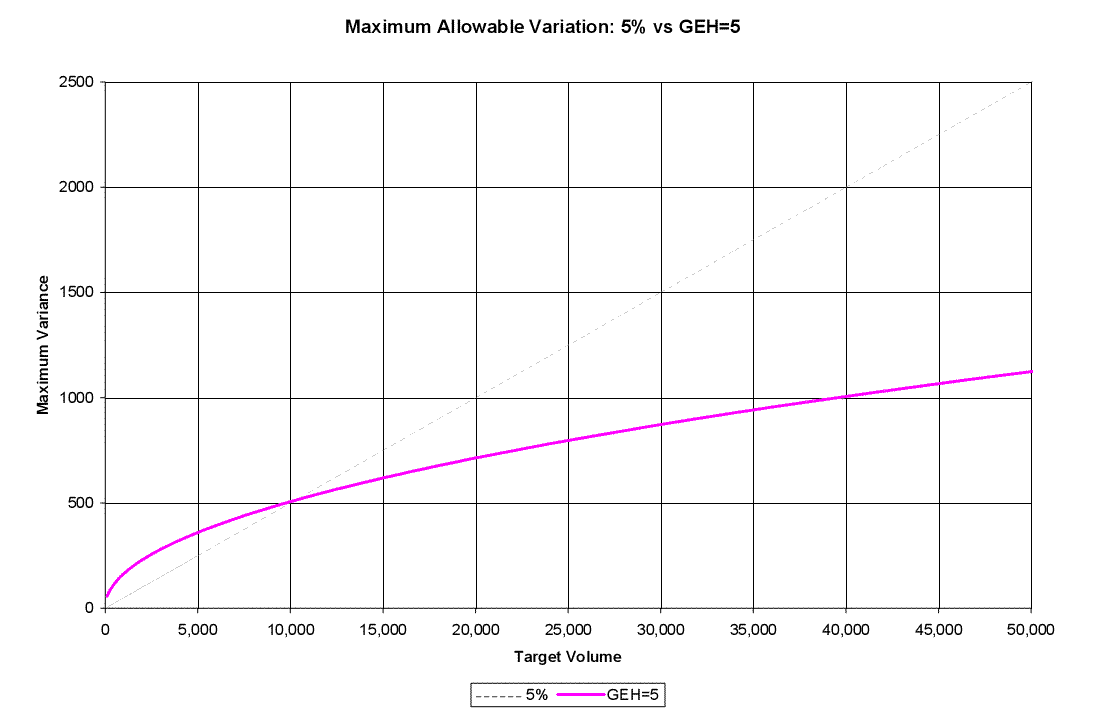
Comparación de la varianza permisible según la fórmula GEH para GEH = 5 con una varianza de cinco por ciento.

La expresión estadística GEH es una fórmula utilizada en ingeniería de tráfico, modelización de transporte y modelización de tráfico para comparar dos conjuntos de volúmenes de tránsito vehicular. La fórmula GEH es epónima siglar en honor a Geoffrey E. Havers, quien la determinó en los 1970s, cuando trabajaba como planificador de transporte en Londres, Inglaterra. A pesar de que su fórmula matemática es similar a la prueba chi cuadrada, no es una prueba estadística real. Más bien, es una fórmula empírica que ha resultado útil para una variedad de propósitos de análisis del tráfico.
La fórmula de la estadística GEH es:
{\displaystyle GEH={\sqrt {\frac {2(M-C)^{2}}{M+C}}}}
M es el volumen de tráfico por hora del modelo de tráfico (o conteo nuevo). C es conteo en el mundo real (o conteo inicial)
Utilizando la estadística GEH se evitan algunos fallos que ocurren al utilizar porcentajes pequeños para comparar dos conjuntos de volúmenes. Esto es porque los volúmenes de tráfico en sistemas de transporte en el mundo real tienen una amplia gama de variaciones. Por ejemplo, por la línea troncal de una autopista podrían transitar 5000 vehículos por hora, mientras por una de las rampas que dirigen hacia la autopista podrían circular sólo 50 vehículos por hora (en esa situación no sería posible seleccionar un porcentaje solo de variación que sea aceptable para ambos volúmenes). La estadística GEH reduce este problema, porque es no lineal. Se puede utilizar un umbral de aceptación solo basado en GEH para una gama bastante amplia de volúmenes de tráfico. El uso de GEH como criterio de aceptación para modelización de transporte de la demanda de viaje está reconocido en el Manual de Diseño de Carreteras y Puentes (DMRB), de la Agencia de Carreteras del Reino Unido, las Directrices de Modelización de Microsimulación de Wisconsin, las Directrices de Modelización de Tráfico para el Transporte de Londres y otros entes.
Para el trabajo de modelización del tráfico en el escenario de «línea base», a un GEH inferior a 5.0 se le considera una adecuación buena entre el modelado y los volúmenes/hora observados (para utilizar estos umbrales, a los flujos de duraciones más largas o más cortas se les tendría que convertir en equivalentes por hora). Según el DMRB, 85 % de los volúmenes en un modelo de tráfico deberían tener un GEH menor que 5.0. Aún en la gama de 5.0 a 10.0 pueden garantizar la investigación. Si el GEH es mayor que 10.0, hay una probabilidad alta que exista un problema con cualquier modelo de predicción de demanda de viajes o de datos (esto podría ser algo tan sencillo como un error de entrada de los datos, o algo complicado como un problema grave de calibración del modelo).

## Aplicaciones
La fórmula GEH es útil en situaciones como las siguientes:
- Comparación de un conjunto de volúmenes de tráfico de cuentas de tráfico manual con un conjunto de los volúmenes hechos en las mismas ubicaciones que utilizan automatización (p. ej. un contador de tráfico de tubo neumático suele controlar el total introduciendo volúmenes en una intersección para afirmar el trabajo hecho por los técnicos que hacen una cuenta manual de los volúmenes de regreso).
- Comparación de los volúmenes de tráfico obtenidos determinado año con las cuentas de tráfico con un grupo de las cuentas hechas en las mismas ubicaciones el año previo.
- Comparación de los volúmenes de tráfico obtenidos de un modelo de predicción de la demanda de viajes (para el escenario «año base») con los volúmenes reales del tráfico.
- Ajuste de datos de volumen del tráfico obtenidos en tiempos diferentes para crear un conjunto de datos matemáticamente compatible que se pueda utilizar como entrada para modelos de predicción de demanda de viajes o para modelos de simulación de tráfico, tal como se procede en el informe NCHRP (National Cooperative Highway Research Program) 765.